# Roman Palewicz
Roman Piotr Palewicz (ur. 21 września 1955 w Stalinogrodzie, obecnie Katowice, zm. 23 kwietnia 2021 w Gliwicach) – polski tłumacz z angielskiego, architekt.

## Życiorys
Absolwent II LO im. Marii Konopnickiej w Katowicach. W 1980 ukończył architekturę na Politechnice Śląskiej. Członek Śląskiej Okręgowej Izby Architektów RP.
Jako tłumacz debiutował w 1992 książką „Czarne na pamiątkę”. Współpracował z wydawnictwami Rebis, Prószyński i S-ka, Książnica, Reader’s Digest, Insignis, Bukowy Las. Związany jest z National Geographic, zarówno magazynem, jak i redakcją książkową.
Syn Władysława i Bronisławy. Ma żonę Małgorzatę, oraz dwójkę dzieci Wojciecha i Barbarę.

## Tłumaczenia książek
- Carlene Thompson: „Czarne na pamiątkę”, Rebis, 1992
- William Horwood: „Las Duncton”, Rebis, 1993
- Jonathan Carroll: „Głos naszego cienia”, Rebis 1994
- Jonathan Carroll: „Kości księżyca”, Rebis 1995
- Bảo Ninh: „Smutek wojny”, Prószyńskin i S-ka, 1995
- Elizabeth Palmer: „Nietknięty Anioł”, Prószyńskin i S-ka, 1995
- William Horwood: „W stronę Duncton. Księga pierwsza”, Rebis, 1995
- William Horwood: „W stronę Duncton. Księga druga”, Rebis, 1995
- LaVyrle Spencer: „Było, minęło”, Książnica, 1995
- John Sack: „Kompania M.”, Apus, Gliwice, 1995
- John Sack: „Oko za oko, przemilczana historia Żydów, którzy w 1945 mścili się na Niemcach”, Apus, Gliwice, 1995
- „Wielkie zagadki przeszłości” praca zbiorowa, Reader’s Digest, 1996
- „Tajniki Ludzkiego umysłu” praca zbiorowa, Reader’s Digest, 1997
- LaVyrle Spencer: „Sprawy rodzinne”, Książnica, 1997
- „Jak to jest”, praca zbiorowa, Reader’s Digest, 1998
- „Niezwykłe miejsca, niezwykłe krainy. Wielka wyprawa do najdalszych zakątków naszej planety”, praca zbiorowa, Reader’s Digest, 1999
- „Cudowny Świat. Najpiękniejsze zakątki i krajoobrazy” praca zbiorowa, Reader’s Digest, 2000
- Jay Apt, Michael Helfert: „Orbita. Astronauci NASA fotografują Ziemię”, G+J, 2000
- Allan Hall: „Nostradamus i wizje przyszłości” Videograf, 2000
- „Przewodnik po świecie. Ilustrowana encyklopedia geograficzna” praca zbiorowa, Reader’s Digest, 2000
- Wickliffe W. Walker: „Tybetańskie piekło. Kajakiem po dzikiej rzece.” G+J, 2001
- „Atlas Wszechświata dla dzieci” praca zbiorowa, Reader’s Digest, 2001
- „Niezwykłe fakty. Wyjaśniamy dzieciom świat” praca zbiorowa, Reader’s Digest, 2002
- „Księga tajemnic” praca zbiorowa, Reader’s Digest, 2004
- Jim Wharton, Phil Wharton: „Pokonaj ból pleców”, Reader’s Digest, 2007
- „Niezwykły poradnik domowy” praca zbiorowa, Reader’s Digest, 2010
- Michael Palin: „W 80 dni dookoła świata”, Insignis, 2010
- Jeremy Clarkson: „Doprowadzony do szału”, Insignis, 2010
- „Co się sprawdza, a co nie – wszystko, co najważniejsze o zdrowiu” praca zbiorowa, Reader’s Digest, 2011
- Denis Avey, Rob Broomby: „Człowiek, który wkradł się do Auschwitz”, Insignis, 2011
- P.D. James: „Zmysł zabijania”, Buchman, 2012
- „Najwspanialsze miejsca na Ziemi. Poznaj 100 cudów świata” praca zbiorowa, Reader’s Digest, 2013
- William Davis: „Dieta bez pszenicy. Jak pozbyć się pszennego brzucha i być zdrowym”, Bukowy Las, 2013
- Kate White: „Zabójcze ciało”, W.A.B., 2013
- William Davis: „Kuchnia bez pszenicy. 150 przepisów, które pomogą...”, Bukowy Las, 2013
- Charlotte Gerlings: „Robótki ręczne. Przewodnik dla początkujących. Szycie, patchwork, haft krzyżykowy, robienie na drutach, szydełkowanie” Buchmann 2013
- Niki Valentine: „Opętana”, Olé, 2014
- Judith Miller: „Biżuteria. Historia, projektanci, kolekcje”, Buchmann, 2014
- William Davis: „Dania bez pszenicy w 30 minut (i mniej). 200 nowych prostych przepisów”, Bukowy Las, 2015
- Ron Lieber: „Sztuka liczenia do trzech”, Grupa Wydawnicza Foksal, 2016
- William Davis: „Detoks zbożowy w 10 dni”, Bukowy Las, 2016
- Allana Collen: „Cicha władza mikrobów”, Bukowy Las, 2016
- Lynn Farrow: „Jod leczy”, Purana, 2017
- Jim Humble, Cari Lloyd: „Przewodnik stosowania MMS”, Purana, 2017
- Peter Osborne: „Bez zbóż, bez bólu”, Bukowy Las, 2017
- Daniel Keown: „Iskra w maszynie”, Purana, 2019
- Niki Segnit: „Sztuka gotowania”, Buchmann, 2019
- Sara Gottfried: „Bądź młodsza – biologiczny wiek miej pod kontrolą”, Medium, 2019
- Katy Bauman: „Rusz swoje DNA. Odzyskaj zdrowie poprzez naturalny ruch”, Purana, 2019
- Linda Elsegood: „LDN Kompendium wiedzy”, Purana, 2020

## Tłumaczenia filmów i seriali
- Nowe przygody Lucky Luke’a, 2001
- Cyrk Antosia, 2009
- Wunschpunsch, 2009[6]

## Projekty architektoniczne
- Oczyszczalnia ścieków Gigablok w Katowicach
- Dom wczasowy „Neptun” w Jastarni
- Wiele oczyszczalni ścieków (m.in. w Gliwicach, Częstochowie, Dąbrowie Górniczej, Sosnowcu, Kłobucku, Tychach-Urbanowicach)
- Dom wczasowy w Zawadzie Pilickiej koło Szczekocin
- Projekty ekranów akustycznych (między innymi w Krakowie, Rudzie Śląskiej i Częstochowie)
- Modernizacje stacji uzdatniania wody w Jaśle i Kozłowej Górze
- Renowacja zabytkowego centrum miasta Czeladź (projekt wyróżniony tytułem „Najlepszej przestrzeni publicznej” w 2008 roku)[7]
- Przebudowa parku miejskiego w Wojkowicach
- Zakład Karny w Porębie koło Zawiercia
- Inwentaryzacja architektoniczna kompleksu budynków TVP Katowice
- Elektrownia Stalowa Wola
- Elektrownia w Grudziądzu
- Elektrociepłownia Siekierki – rozmrażalnia wagonów
- Elektrownia w Elblągu
- Kotłownia rezerwowo-szczytowa w Gdyni